# Gare de Caluso
La gare de Caluso (en italien, Stazione di Caluso) est une gare ferroviaire italienne de la ligne de Chivasso à Aoste, située sur le territoire de la commune de Caluso, en bordure Est de la ville, dans la province de Turin en région du Piémont.
Construite, comme la ligne, par la Società anonima per la costruzione della ferrovia da Ivrea a Chivasso per Mazzé, elle est mise en service en 1858 par la Compagnie du chemin de fer Victor-Emmanuel, l'exploitant de la ligne.
C'est une gare voyageurs de Rete ferroviaria italiana (RFI) desservie par des trains régionaux (R) Trenitalia.

## Situation ferroviaire
Établie à environ 291 mètres d'altitude, la gare de Caluso est située au point kilométrique (PK) 13,922 de la ligne de Chivasso à Aoste (section à voie unique électrifiée), entre les gares de Rodallo et de Candia-Canavese.
Gare d'évitement, elle dispose d'une deuxième voie pour le croisement des trains.

## Histoire
La station de Caluso est mise en service le 1er mai 1858 par la Compagnie du chemin de fer Victor-Emmanuel, lorsqu'elle ouvre à l'exploitation la première section de Chivasso à Caluso de sa ligne de Chivasso à Ivrée, embranchement de celle de Turin à Novare. La station est construite par la Società anonima per la costruzione della ferrovia da Ivrea a Chivasso per Mazzé, de Tommaso Brassey et Carlo Henfrey, concessionnaire de la ligne,.

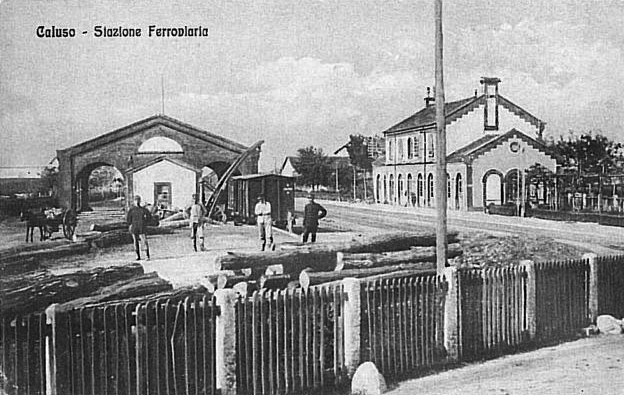
Intérieur de la gare vers 1900.

## Service des voyageurs

### Accueil
Gare voyageurs RFI, classée argent, elle dispose d'un bâtiment voyageurs, avec un point de vente de billets régionaux. Elle est équipée d'un automate pour l'achat de titres de transport régionaux.

### Desserte
Caluso est desservie par des trains régionaux (R) Trenitalia de la relation Turin-Porta-Nuova (ou Novare, ou Chivasso) - Ivrée.

### Intermodalité
Un parking pour les véhicules y est aménagé.

## Patrimoine ferroviaire
L'ancien bâtiment voyageurs de la station comporte un corps central à cinq ouvertures en façade, avec un étage et une toiture à deux pentes, encadré par deux ailes à une ouverture en façade et un toit à deux pentes. En 2007, le bâtiment est prêté à la police nationale.